# José Pagán
José Antonio Rodriguez Pagán né le 5 mai 1935 à Barceloneta (Porto Rico), et mort le 7 juin 2011 à Sebring (Floride), est un joueur portoricain de baseball, qui a débuté pour les Giants de San Francisco dans la Ligue majeure de baseball au poste d'arrêt-court et de troisième base. 

## Carrière
José Pagán débute le 4 août 1959 avec les Giants de San Francisco. Il joue avec les Giants jusqu'en 1965, année lors de laquelle il est transféré chez les Pirates de Pittsburgh. En 1973, après quinze saisons en MLB, il joue sa dernière saison avec les Phillies de Philadelphie.  
Durant le septième match des séries mondiales de 1971, Pagán frappe un double qui permet à  Willie Stargell de marquer ce qui sera le point décisif.
Après sa carrière de joueur, José Pagán est devenu l'entraineur des Pirates de Pittsburgh de 1974 à 1978.

## Palmarès
- Vainqueur de la série mondiale de 1971.
- Vainqueur de la Ligue nationale en 1970 et 1971.
- 11e meilleur joueur de la Ligue nationale en 1962.